# Il gobbo (Matteo Faustini)
Il gobbo è un brano musicale di Matteo Faustini, pubblicato il 24 marzo 2021, come quinto e ultimo singolo dell'album Figli delle favole.

## Descrizione
Il brano pop è edito dall'etichetta Dischi dei sognatori. Il testo e la musica della canzone sono di Matteo Faustini.
Il singolo tratta di omofobia, razzismo e bullismo, facendo un parallelismo con Quasimodo, protagonista del libro Notre-Dame de Paris di Victor Hugo, celebre per l'adattamento Disney nel film d’animazione Il gobbo di Notre Dame, personaggio in cui lo stesso cantautore si rivede per il suo passato, in cui è stato vittima di bullismo.

Il cantautore racconta così il brano:

Il cantautore ha chiesto il patrocinio al Centro Nazione contro il Bullismo Bulli Stop e in un'intervista ne racconta gli sviluppi:

E ancora:

La presidente del Centro Nazione contro il Bullismo Bulli Stop, prof.ssa Giovanna Pini, ha così commentato la collaborazione:
Pubblicato come quinto e ultimo singolo dell'album Figli delle favole, dal 21 marzo 2021 è in rotazione radiofonica.

## Video musicale
Il videoclip ufficiale del brano è stato reso disponibile sul canale YouTube dell'artista il 24 marzo 2021. La clip è stata scritta, illustrata e montata da Luca Musumeci, ed è stata realizzata in collaborazione con il Centro Nazionale Contro il Bullismo Bulli Stop.